# Boys Town
Boys Town és una població dels Estats Units a l'estat de Nebraska. Segons el cens del 2000 tenia 818 habitants.

## Demografia
Segons el cens del 2000, Boys Town tenia 818 habitants, 57 habitatges, i 53 famílies. La densitat de població era de 227,2 habitants per km².
Dels 57 habitatges en un 68,4% hi vivien nens de menys de 18 anys, en un 93% hi vivien parelles casades, en un 0% dones solteres, i en un 7% no eren unitats familiars. En el 7% dels habitatges hi vivien persones soles el 5,3% de les quals corresponia a persones de 65 anys o més que vivien soles. El nombre mitjà de persones vivint en cada habitatge era de 3,32 i el nombre mitjà de persones que vivien en cada família era de 3,47.
Per edats la població es repartia de la següent manera: un 78,9% tenia menys de 18 anys, un 8,9% entre 18 i 24, un 11% entre 25 i 44, un 0,7% de 45 a 60 i un 0,5% 65 anys o més.
L'edat mediana era de 16 anys. Per cada 100 dones de 18 o més anys hi havia 150,7 homes.
La renda mediana per habitatge era de 51.442 $ i la renda mediana per família de 51.944 $. Els homes tenien una renda mediana de 31.563 $ mentre que les dones 21.042 $. La renda per capita de la població era de 3.048 $. Cap de les famílies i el 6,1% de la població estaven per davall del llindar de pobresa.

## Poblacions més properes
El següent diagrama mostra les poblacions més properes.